# Yoshikazu Nagai
Yoshikazu Nagai (jap. 永井 良和 Nagai Yoshikazu; ur. 16 kwietnia 1952) – japoński piłkarz, reprezentant kraju.

## Kariera klubowa
Od 1971 do 1988 roku występował w klubie Furukawa Electric.

## Kariera reprezentacyjna
W reprezentacji Japonii zadebiutował w 1971. W reprezentacji Japonii występował w latach 1971-1980. W sumie w reprezentacji wystąpił w 69 spotkaniach.

## Statystyki
| Reprezentacja Japonii | Reprezentacja Japonii | Reprezentacja Japonii |
| Rok                   | Mecze                 | Gole                  |
| --------------------- | --------------------- | --------------------- |
| 1971                  | 4                     | 1                     |
| 1972                  | 0                     | 0                     |
| 1973                  | 5                     | 0                     |
| 1974                  | 4                     | 1                     |
| 1975                  | 11                    | 1                     |
| 1976                  | 17                    | 2                     |
| 1977                  | 5                     | 0                     |
| 1978                  | 12                    | 1                     |
| 1979                  | 9                     | 3                     |
| 1980                  | 2                     | 0                     |
| Razem                 | 69                    | 9                     |